# Aurora von Königsmarck
Maria Aurora von Königsmarck (ur. 8 maja 1662 w Stade, zm. 16 lutego 1728 w Quedlinburgu) – hrabina szwedzka, metresa Augusta II, elektora Saksonii i króla Polski.

## Życiorys
Córka Kurta Christopha von Königsmarck i Marii Christiny von Wrangel. Lata młodości spędziła w Hamburgu, od początku zwracając uwagę swoją urodą i inteligencją. W 1694 udała się do Drezna, by zasięgnąć informacji o swym bracie Filipie von Königsmarcku (kochanku księżnej Zofii Doroty z Celle), który niespodziewanie i w tajemniczych okolicznościach zaginął w Hanowerze. W Dreźnie Aurorę Königsmarck zauważył August II i uczynił ją swoją metresą. W październiku 1696 roku urodziła syna, Maurycego, późniejszego marszałka Francji.
Kiedy August znudził się kochanką, ta dołożyła starań, by zapewnić sobie funkcję opata (ksieni) klasztoru kanoniczek w Quedlinburgu, której sprawowanie niosło za sobą godność księżnej Cesarstwa. Zaangażowała się też w sprawę odzyskania utraconych dóbr rodzinnych w Szwecji. Mimo sprawowanych w Quedlinburgu obowiązków mieszkała głównie w Berlinie, Hamburgu i Dreźnie. W 1702 w imieniu Augusta II została wysłana z misją dyplomatyczną do króla Szwecji Karola XII, jednak wyprawa zakończyła się niepowodzeniem.
Zmarła w Quedlinburgu w 1728 roku. Jej imienniczka i wnuczka, Aurore Dupin zyskała sławę literacką jako George Sand.